# Sunset Rollercoaster
Sunset Rollercoaster (chinois : 落日飛車 ; pinyin : Luòrì fēichē) est un groupe de synth-pop, originaire de Taipei, Taiwan. Le groupe est composé de 5 membres :  Kuo-Hung Tseng (surnommé 国国, guó guó) au chant et à la guitare, Hung-Li Chen à la basse, Shao-Hsuan Wang au clavier, Tsun-Lung Lo à la batterie et Hao-Ting Huang au saxophone. Aux percussions se trouvait également auparavant Shih-Wei Huang. Le nom Sunset Rollercoaster provient d'un arrière-plan Photo Booth qui présente des montagnes russes avec un coucher de soleil, que le groupe avait utilisé en 2009 pour leur profil MySpace,.
Le groupe chante principalement en anglais, bien qu'étant établi dans un pays sinophone, ce qui selon Guó Guó leur permet de s'adresser indirectement à l'audience et de leur laisser la possibilité de former leur propre interprétation des morceaux.

## Histoire
Sunset Rollercoaster s'est formé en 2009 en tant que trio composé de Tseng Kuo Hung, Kevin Lee et Lo Zun Long ; ils ont sorti leur premier album Bossa Nova en 2011, mais se sont ensuite dissous peu de temps après. En 2015 le groupe s'est reformé  et a sorti son deuxième album Cassa Nova en 2018. Un an plus tard, ils sortent l'EP Vanilla Villa, qui tourne autour de l'histoire d'un extraterrestre qui aime un humain qu'il souhaite emmener dans une villa.
Début 2020, Kuo-Hung Tseng alors à Los Angeles écrit des paroles pour leur album Soft Storm, enregistré en partie avec Ned Doheny. L'album est classé 4e meilleur album d'Asie en 2020 par NME.
Le 24 juillet 2024, le groupe sort l'album AAA, issu d'une collaboration avec le groupe coréen Hyukoh. L'album est décrit comme la culmination de rencontres musicales que les deux groupes ont effectué tout au long de l'année 2023, et le fruit d'une collaboration musicale et amitié longues.
Ils ont aussi composé 3 chansons pour la bande-son originale de l'anime Sonny Boy, sorti en 2021.
Guó Guó et Tsun-Lung Lo font en parallèle partie de FORESTS森林, un autre groupe qu'ils ont formé avec un de leurs amis Jon.

## Discographie

### Albums studios
- Bossa Nova (2011)
- Cassa Nova (2018)
- Soft Storm (2020)
- AAA (avec Hyukoh, 2024)

### EP
- Jinji Kikko (2016)
- Vanilla Villa (2019)

### Singles
- Villa (Jerry Paper Remix) (2019)
- 我是一隻魚 I’m a fish (cover, 2019)
- Candlelight (avec Hyukoh, 2020)
- 小薇 (cover, 2021)
- 忘情水 (cover, 2021)
- Coffee's on Me (2021)
- Let There Be Light Again (2021)
- 滾石40 滾石撞樂隊 40團拚經典 - 愛錯 (cover, 2021)
- 金牛座的牢騷 (cover, 2022)
- Little Balcony (2022)
- Jellyfish (avec Michael Seyer, 2022)
- Impossible Isle (2022)
- Levia (2023)
- Balloon (cover/remake, 2023)

#### Autres
- TV ANIMATION "Sonny Boy" original soundtrack (2021, avec Mid-Air Thief, Toe, Conisch (en), ミツメ (ja), Kaneyorimasaru (ja), The Natsuyasumi Band (ja), Ging Nang Boyz (ja) VIDEOTAPEMUSIC et Ogawa & Tokoro)